# 第四次大覺醒

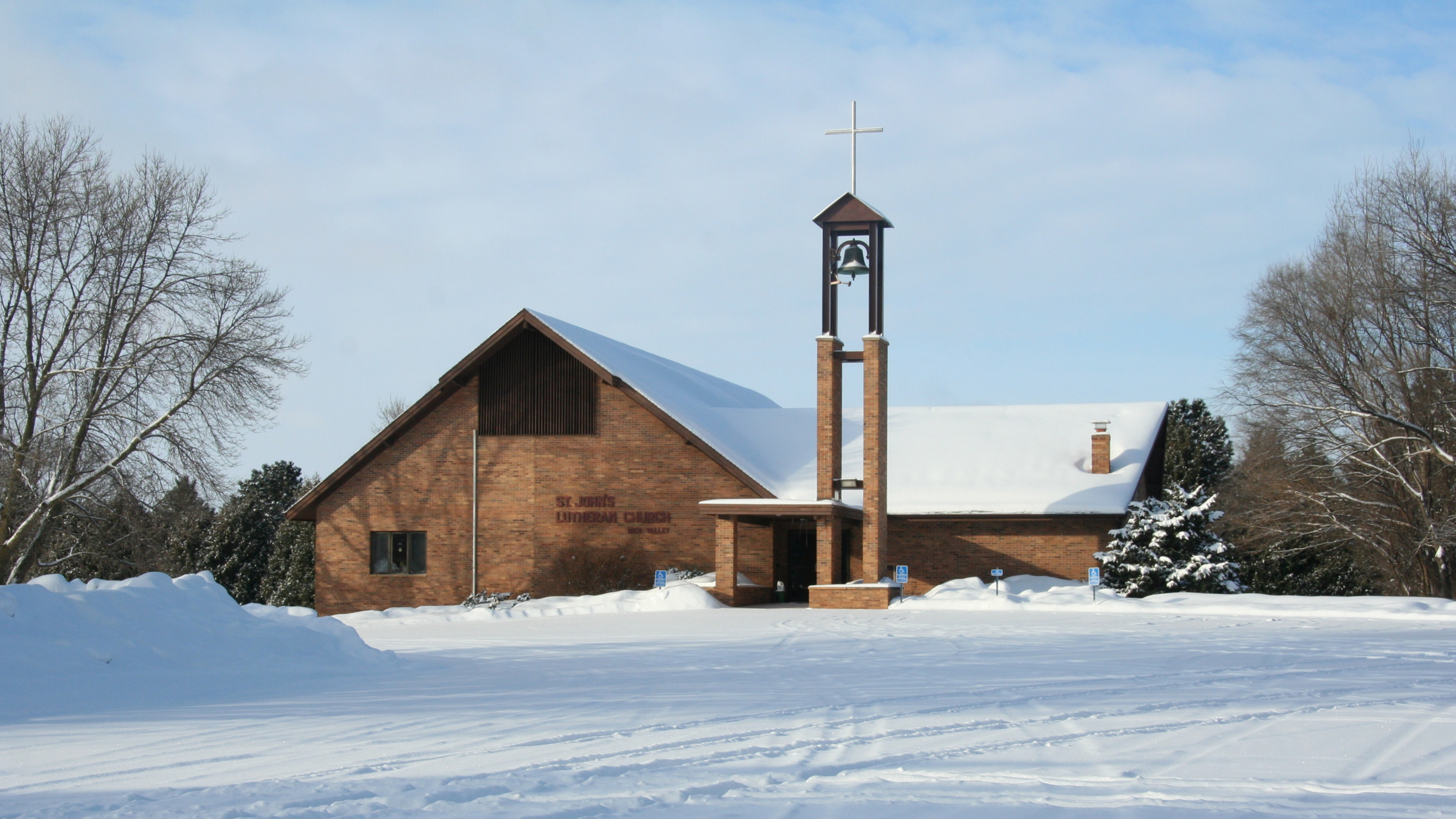
位于靠近明尼苏达州玫瑰山（Rosemount）的财富谷（Rich Valley）的Saint John的密苏里路德会教堂

第四次大觉醒是一次基督教的觉醒运动，一些学者，特别是历史经济学家诺贝尔经济学奖获得者罗伯特·福格尔认为发生于二十世纪60年代到70年代。其概念有争议，许多历史学家认为，这些年里面在美国发生的宗教变化没有达到前三次大覺醒運動的等级。因此第四次大觉醒本身没有很广泛的被接受。
无论是否构成一次觉醒，变化确实发生了。主流新教徒在成员和影响力方面大大降低，而最保守的基督教宗派会员（例如美南浸信会和密苏里路德会）数量上迅速的增长，在全美發展开来。宗教内部发生了很严重的神学斗争及分裂，并形成政治力量。另一类福音神学的原教旨主义的基督教派系及基督教基要主義（基要派）也在快速的增加。
近年，由於世俗主义在美國引人注目的迅速增长，不少保守基督教会发现他们在同性恋权利，堕胎及创造论等涉及道德主题上与自由派支持之壓力團體进行斗争。

## 新宗教运动

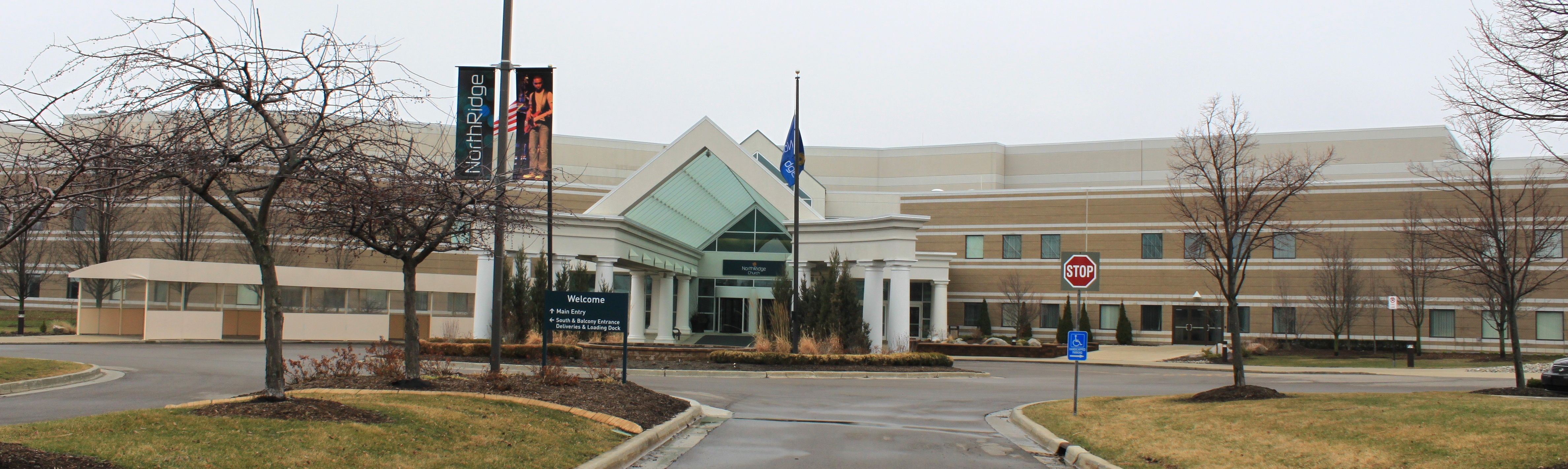
位于密歇根普利茅斯的北岭大流量教堂 NorthRidge megachurch

伴随权力变化的是福音神学本身的变化，随着新的组织的兴起和现存的组织转移他们的关注点。这个阶段传统宗教和拥有保守神学的大流量教堂崛起，帕拉教堂增加的同时，主流的新教失去了很多教徒。耶稣运动也被认为是第四次觉醒的一部分。
赛南（Synan）在1997年强调灵恩派的大觉醒在1961年到1982年之间出现。它根源于五旬节运动，强调体验他们看到的屬靈恩賜（Gifts of the Spirit），包括说方言，信心醫治，预言（Prophecy）。同时聚焦于通过这些礼物和源于聖靈的符号加强精神上的信仰坚定性。原本是一场新教运动，但当天主教领导更开放的面对类似普世教會合一運動的泛基督教信仰，减少对宗教机构的强调，而强调非圣职人员的灵性时，它的影响延伸到罗马天主教会。

## 趋势
有组织的宗教在面对世俗压力下转变。主要的例子包括大流量教堂的增加，宗派的增加，例如神召会、摩门教、美南浸信会，出现了二战后三位有历史影响力的宗教领导者：马丁·路德·金、葛培理、若望·保祿二世。巨型教會（大流量教堂）得到重视，平民主义教派的增长伴随着主流教派的缩减。平民主义的增長趋势导致主流教派的减少。马丁·路德·金，葛培理，若望·保祿二世等3位教會领导者深深影響了美國的宗教社會。

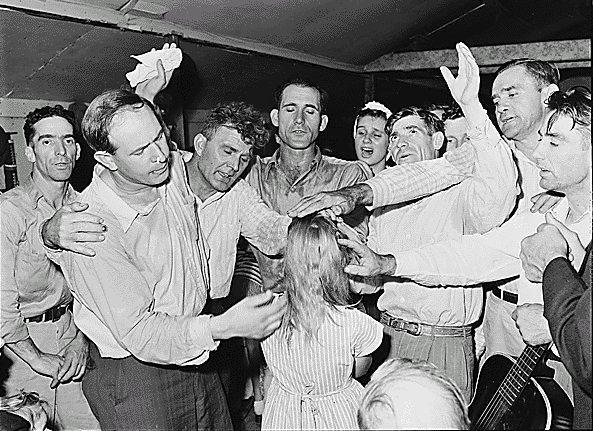
1946年9年15日肯塔基州Lejunior神的教會为一个女孩祈祷

主流的新教教堂的会员及影响力近年严重下降。1980年代以來最抗拒现代化的宗教教派（例如美南浸信会和密苏里路德宗大会）人员数量迅速增长，在全美蔓延，作为宗教右翼的一部分成为政治上强有力的力量，并且经历严重的内部神学争论和政治分裂。其他的福音主义的及原教旨主义的宗派同样在迅速的增长，例如神的教会、五旬節運動、聖潔運動、拿撒勒教派。
同时世俗主义的影响（认为政府和法律不应该受到宗教影响，實現完全的政教分離）迅速的增长，保守的基督教派发现他们与世俗主义在同性恋权利，堕胎和创世论等方面作战。

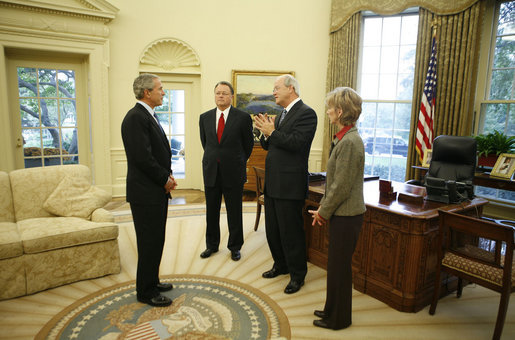
乔治·沃克·布什在白宫椭圆形办公室接见美南浸信会宗教領袖Morris H. Chapman（左二）和Frank S. Page（左三）

## 參见
- 基督教基要主義
- 基督教右派
- 基督教聯盟
- 文化戰爭
- 耶稣运动